# 二宮熊次郎
二宮 熊次郎（にのみや くまじろう、1865年6月3日（慶應元年5月10日）- 1916年（大正5年）12月17日）は、明治時代から大正時代にかけて活動した日本の新聞記者である。「孤松」「震堂」「画美人楼主人」といった号を用いた。

## 人物
現在の愛媛県宇和島市に生まれる。父は宇和島藩士だった。宇和島に設置された「南予変則中学校」に学んだ。
15歳の時、藩校明倫館の助教となる。1883年（明治16年）に朝野新聞に入社。
1888年（明治21年）から1892年（明治25年）までドイツへ留学する。帰国後に山縣有朋の支援で内務省嘱託となり、日清戦争時には戦地で山縣の秘書も務めた。
内藤鳴雪の勧めで俳諧に進み、「孤松」は俳号として使用したものである。
1898年（明治31年）には日刊紙「京華日報」を、これも山縣の支援により創刊した。1904年（明治37年）に雑誌『世界』（現存する岩波書店の同名雑誌とは別）を創刊。1916年に死去した際も現役の編集者であった。訃報に接した山縣は「子のごとく　そだちし庭の　ひとつ松　なにそは夜半の　雪に折れけん」という弔歌を詠んでいる。

## 著書
- 『少壮政治家の狂奔』博文堂、1880年

## 関連文献
- 佐々木隆「明治時代の二宮熊次郎」『メディア史研究』No.23、ゆまに書房、2007年